# Ochsenmattbach
Der Ochsenmattbach ist ein etwas über einen Kilometer langer Bach des Südschwarzwaldes im baden-württembergischen Zell im Wiesental, der oberhalb von Adelsberg entspringt und von rechts und Nordwesten in den Himmelsbach mündet.

## Geographie

### Verlauf
Der Ochsenmattbach ist der 1,2 km lange rechte Oberlauf des Himmelsbachs und ist hydrographisch betrachtet ein Nebenstrang des Strangs Kimelsbach → Himmelsbach. 
Er entspringt am Stollenbühl im Walddistrikt Blauen auf ca. 815 m ü. NHN rund 420 Meter ostsüdöstlich der Frommensriedebene. Von dort fließt er in seinem engen, bewaldeten Tal durchs Bächlemmatt und Ochsenmatt hinab und mündet von rechts und Nordwesten in den Himmelsbach.

### Einzugsgebiet
Das naturräumlich zum Südschwarzwald gehörende Einzugsgebiet ist etwa 60 ha groß und liegt vollständig im Stadtgebiet von Zell im Wiesental. Der höchste Punkt seines Einzugsgebiets liegt auf der Fommensriedebene auf 939,1 m ü. NHN.
Die Einzugsgebiete der folgenden Nachbargewässer grenzen an:
- Der Abfluss jenseits der nordwestlichen Wasserscheide gelangt über das Schwöbenenbächle oder den Aspenbrunnen und dann jeweils die Kleine Wiese in die Wiese;
- im Norden und Osten konkurriert der Kimelsbach, der sich später mit dem Ochsenmattbach zum Himmelsbach vereinigt;
- im Südwesten grenzt das Einzugsgebiet des Henschenbachs an, der längstenteils über seinen linken Zufluss Fischbach konkurriert, er mündet unmittelbar nach dem Himmelsbach in die Wiese.

### Zuflüsse
Auf der amtlichen topographischen Karte ist lediglich ein Zufluss für den Ochsenmattbach eingezeichnet, ein namenloser Hangwaldzufluss, der weit oben am Lauf von rechts und Westsüdwesten auf etwa 780 m ü. NHN zumündet und nur etwa 80 m lang ist; er entspringt auf etwa 802 m ü. NHN.

### Flusssystem Wiese
- Fließgewässer im Flusssystem Wiese